# نشان رشادت
نشان رشادت (ترکی آذربایجانی: "Rəşadət" ordeni) یکی از نشان های افتخار در جمهوری آذربایجان به شمار می رود.

## اطلاعات کلی
نشان رشادت به نظامیان نیروهای مسلح جمهوری آذربایجان در قبال خدمات ذیل اهدا می شود:
- خدمات ویژه در تامین استقلال، تمامیت ارضی و امنیت جمهوری آذربایجان
- مدیریت حرفه‌ای واحدهای نظامی و نیروهای تابعه به هنگام عملیات های نظامی منجر به آزادسازی مناطق مهم و راهبردی، مناطق  مسکونی همچون شهرستان ها و شهرها از اشغال دشمن[۲]
- بروز دادن دلاوری و شهامت در دفاع از میهن در مقابل حمله دشمن، آزادسازی سرزمین های اشغالی، و هدم تجهیزات و نیروهای دشمن
- انجام قاطعانه و تهورآمیز وظایف خود در شرایط و سوانح تهدیدکننده زندگی و سلامت
- خدمات ویژه در نجات افراد در شرایط اضطراری
- خدمات ویژه در صیانت از مرزهای کشور[۳]

نشان رشادت که دارای ۳ درجه می باشد که بر روی سمت چپ سینه سنجاق زده می شود. در صورتی که دریافت کننده دیگر نشان های را نیز داشته باشد، نشان رشادت به ترتیب نشان پرچم آذربایجان نصب می شود.